# Snakov
Snakov (ungarisch Szánkó – bis 1907 Sznakó) ist eine Gemeinde im Osten der Slowakei mit 654 Einwohnern (Stand 31. Dezember 2024). Sie gehört zum Okres Bardejov, einem Kreis des Prešovský kraj, und wird zur traditionellen Landschaft Šariš gezählt.

## Geographie

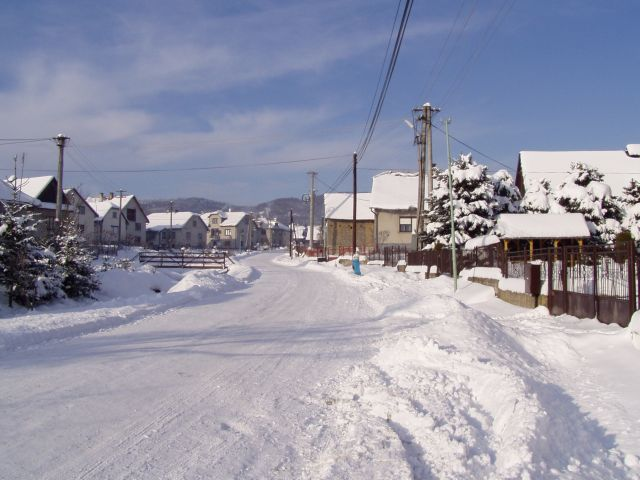
Winteransicht von Snakov

Die Gemeinde befindet sich im westlichsten Teil der Niederen Beskiden im Tal des Baches Vesna im Einzugsgebiet der Topľa, nahe der Staatsgrenze zu Polen. Das Ortszentrum liegt auf einer Höhe von 468 m n.m. und ist 19 Kilometer von Bardejov entfernt.
Es gibt drei Mineralquellen im Gemeindegebiet, je eine Kohlensäure-, Eisen- und Schwefelquelle.
Nachbargemeinden sind Krynica-Zdrój (Ortschaft Muszynka, PL) im Norden, Hrabské im Nordosten und Osten, Malcov im Süden, Südwesten und Westen und Muszyna (Ortschaft Wojkowa, PL) im Nordwesten.

## Geschichte

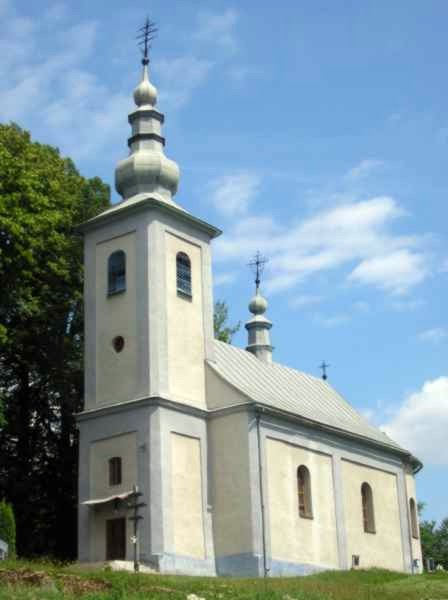
Griechisch-katholische Kirche

Snakov wurde zum ersten Mal 1543 als Sunko beziehungsweise Snako schriftlich erwähnt. Ab dem 17. Jahrhundert hatte die Familie Petróczy Gutsanteile. 1787 hatte die Ortschaft 47 Häuser und 345 Einwohner, 1828 zählte man 80 Häuser und 612 Einwohner, die als Landwirte und Holzhändler beschäftigt waren.
Bis 1918 gehörte der im Komitat Sáros liegende Ort zum Königreich Ungarn und kam danach zur Tschechoslowakei beziehungsweise heute Slowakei. Nach dem Zweiten Weltkrieg arbeitete ein Teil der Einwohner in Industriebetrieben in Bardejov und Kružlov.

## Bevölkerung
| Jahr                | 1994 | 2004    | 2014    | 2024    |
| ------------------- | ---- | ------- | ------- | ------- |
| Anzahl der Personen | 600  | 655     | 686     | 654     |
| Unterschied         |      | +9,16 % | +4,73 % | −4,66 % |

| Jahr                | 2023 | 2024    |
| ------------------- | ---- | ------- |
| Anzahl der Personen | 655  | 654     |
| Unterschied         |      | −0,15 % |

Nach der Volkszählung 2011 wohnten in Snakov 652 Einwohner, davon 373 Slowaken, 199 Roma, 67 Russinen und ein Ukrainer. 12 Einwohner machten keine Angabe zur Ethnie.
602 Einwohner bekannten sich zur griechisch-katholischen Kirche, 25 Einwohner zur römisch-katholischen Kirche, sechs Einwohner zur orthodoxen Kirche und vier Einwohner zur Evangelischen Kirche A. B. Ein Einwohner war konfessionslos und bei 14 Einwohnern wurde die Konfession nicht ermittelt.

## Bauwerke
- griechisch-katholische Kirche Schutz der Allheiligen Gottesgebärerin im klassizistischen Stil aus dem Jahr 1843[6]

## Verkehr
Nach Snakov führt nur die Straße 3. Ordnung 3481, die die Straße 1. Ordnung 77 zwischen Malcov und Gerlachov trifft.